# Angela Baddeley
Angela Baddeley (4 de julio de 1904 – 22 de febrero de 1976) fue una actriz británica recordada fundamentalmente por su papel de la señora Bridges en la serie televisiva Arriba y Abajo.

## Inicios
Su verdadero nombre era Madeline Angela Clinton-Baddeley, y nació en Londres. Pertenecía a una familia acaudalada, para la cual trabajaban varios sirvientes. Uno de ellos, un cocinero, sirvió a la actriz como modelo para interpretar su personaje de Mrs Bridges. Su hermana menor era la actriz Hermione Baddeley. 
En 1912, a los 8 años de edad, Baddeley debutó en el teatro, en el Dalston Palace de Londres, con una obra llamada The Dawn of Happiness. A los nueve años hizo una prueba en el Teatro Old Vic, y a los 11 actuaba en obras de William Shakespeare. En su adolescencia, la "consumada pequeña actriz ", como un diario nacional la había llamado cuando ella tenía diez años, actuaba en muchos musicales y pantomimas.
Se 'retiró' brevemente de la actuación a los 18 años. Se casó por primera vez con Stephen Thomas, con quien tuvo una hija, y del cual se divorció más adelante. Hacia 1930 se casó con el actor y director teatral Glen Byam Shaw, y la pareja tuvo una hija y un hijo. 
En 1938 actuó en el film de King Vidor La Ciudadela, adaptación de la novela de A. J. Cronin.
Tras pasar un tiempo de gira por Australia, Baddeley llegó a consagrarse como una de las más populares actrices teatrales del momento, con papeles en 'The Rising Stud' y 'Marriage a la Mode'. En 1931 actuó en dos películas de éxito, la historia de Sherlock Holmes The Speckled Band, con Raymond Massey en el papel del sabueso ideado por Sir Arthur Conan Doyle, y la versión de la obra teatral The Ghost Train.  En la década de 1940 hizo muchos papeles de mujeres de carácter en el teatro, como fue el caso de Miss Prue en Love for Love, Nora en The Winslow Boy o Natalia en Un mes en el campo.

## Últimos años
Siguiendo con su trabajo teatral, intervino en la producción realizada por Tony Richardson de la obra Pericles, príncipe de Tiro, en el Teatro Shakespeare Memorial en 1958.
En 1975 fue nombrada CBE por sus "servicios al teatro". Falleció en Londres en 1976 a causa de una neumonía, poco después de que finalizara Arriba y Abajo. 